# Acide 2,4-dichlorophénoxyacétique
L'acide 2,4-dichlorophénoxyacétique (ou 2,4-D) est un composé organique de formule brute C8H6Cl2O3.
C'est un acide carboxylique qui entre, ainsi que ses sels ou esters, en tant que substance active dans la composition d'herbicides.
C'est une molécule active contre les adventices dicotylédones mais inactive contre les graminées, et peut donc être utilisée comme désherbant sélectif pour traiter le gazon et certaines cultures comme le riz, le café, la canne à sucre, le mais. 
Elle est absorbée par les racines et les feuilles et agit sur les plantes comme une hormone (auxine) en induisant une augmentation de la production d'éthylène conduisant à une division cellulaire incontrôlée altérant le tissu vasculaire et conduisant à la mort.
Le 2,4-D est classé dans la famille des phénoxy-herbicides (en), eux-mêmes appartenant au groupe O de la classification HRAC des herbicides, celui des herbicides auxiniques (ou auxines de synthèse), dont le site d'action précis n'est pas élucidé.
C'est un des contaminants de l'eau, des sols, de l'air et des pluies, qu'on retrouve aussi dans l'air intérieur, et adsorbé sur les poussières, sur les moquettes par exemple.
C'était un constituant de l'agent orange, herbicide utilisé à large échelle durant la guerre du Viêt Nam.

## Historique
Le 2,4-D a été synthétisé pour la première fois en 1941 durant la Deuxième Guerre mondiale.
Ce composé, mélangé à part égale (50:50) avec le 2,4,5-T participe à la constitution de l'agent orange, un herbicide utilisé (de 1965 à 1970) durant la guerre du Viêt Nam pour faciliter la progression des troupes américaines dans la jungle en supprimant l'épaisse canopée pouvant masquer les forces d'opposition, en détruisant les cultures dont ces forces pouvaient dépendre et en supprimant la végétation à proximité des bases américaines,.
Lorsqu'il est mélangé au Picloram (en) il constitue l'Agent blanc, un autre pesticide utilisé entre 1966 et 1971 par les troupes américaines.

## Production et synthèse

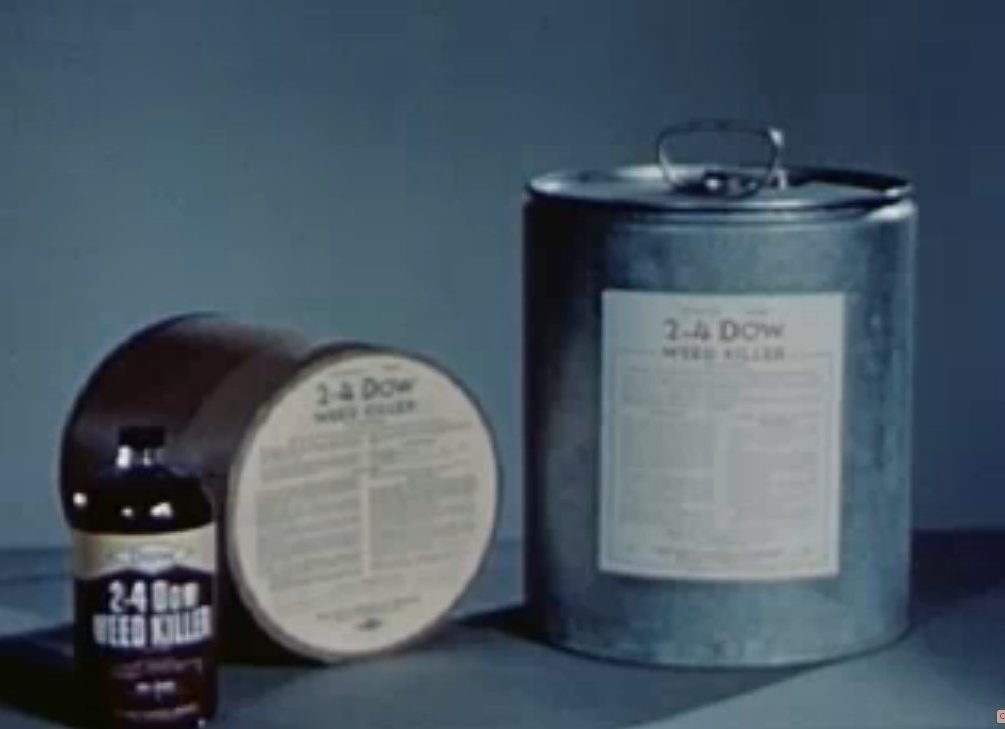
Divers formats de 2,4-D de la Dow Chemical, datée de 1947.

L'acide 2,4-dichlorophénoxyacétique est principalement produit au moyen du procédé de Pokorny.
Le 2,4-dichlorophénol (en) réagit avec l'acide chloroacétique dans une solution alcaline à 100 °C.
Le solvant peut être de l'eau, du toluène, du xylène ou encore du chlorobenzène.
Le produit est un mélange de sels et d'esters qui peuvent être convertis en acide à l'aide d'un acide fort. Le produit final est purifié par cristallisation ou par distillation.

## Toxicologie
Il est classifié comme un perturbateur endocrinien ou suspecté de l'être, selon les pays.
La Suède, la Norvège et le Danemark l'ont interdit totalement et le Canada seulement dans les espaces verts publics.
Le centre international de recherche sur le cancer (CIRC), organisme créé par l'organisation mondiale de la santé (OMS), l'a classé en 2015 comme « possiblement cancérigène »,.
Sa toxicité semble la même qu'il soit sous forme d'acide, de sels ou d'esters.
Il est, selon Santé Canada, faiblement irritant pour la peau, sans être un sensibilisant cutané (sauf selon une évaluation de la Commission européenne en 2001) sous forme d'ester d'éthyle et d'hexyle (EHE).
Il n'irrite sévèrement l'œil que sous sa forme acide.
A dose ingérée élevée (supérieure à la clairance rénale), chez l'animal de laboratoire, le 2,4-D affecte (outre les yeux, le foie et les reins) les glandes surrénales, les testicules et la thyroïde (y compris quand il est ingéré sous forme de sel ou d'ester), et chez le chien ces effets apparaissent à une doses moins élevée que chez les rongeurs, avec en outre un effet de délétion de la spermatogenèse et d'inhibition de l'activité prostatique chez le jeune chien.
Lorsqu'il est injecté, le 2,4-D s'accumule de manière préférentielle dans le foie, les reins et les plexus choroïdes.
Ces tissus sont des sites de transport actif des anions organiques permettant d’accélérer l’excrétion de ces composés potentiellement toxiques.
Cependant, l'une des caractéristiques de ces transporteurs est d’être saturables : lorsque les concentrations sont trop élevées, les transporteurs ne sont plus capables de participer à l'élimination du 2,4-D, il s'accumule et peut avoir un effet toxique.

### Neurotoxicité
Plusieurs études réalisées sur des modèles animaux ont mis en évidence une toxicité du 2,4-D pour le système nerveux.
Ce composé réduirait notamment l'activité motrice, diminuerait le niveau de sérotonine et altérerait celui de la dopamine dans certaines régions cérébrales.
De plus, il conduirait a une hypomyélinisation si l'exposition a lieu lors du développement des oligodendrocytes. 
Du point de vue des mécanismes moléculaires et cellulaires, une étude réalisée sur des cellules neuronales en culture a mis en évidence que le 2,4-D induisait un phénomène d'apoptose.
L'ajout de 2,4-D (0,221 g·l-1 à 0,442 g·l-1) dans le milieu de culture de cellules granulaires cérébelleuses conduit au relargage par la mitochondrie de cytochrome c, une protéine inter-membranaire soluble. 
Le cytochrome c, une fois dans le cytosol, contribue à l'activation de la caspase 3 responsable de la mise en place des mécanismes de l’apoptose.
Une approche utilisant le même type de neurones en cultures avait permis à la même équipe de recherche de mettre en évidence un rôle inhibiteur du 2,4-D sur la polymérisation des microtubules, un composant du cytosquelette.
L'altération de ce phénomène est associée à l'inhibition de l'extension des neurites, un processus nécessaire à la formation des axones et des dendrites lors du développement des neurones. 
Le traitement au 2,4-D est également associé à une fragmentation de l'appareil de Golgi probablement en lien avec l'altération de l'organisation des microtubules.
Enfin, le taux de gangliosides complexes est également diminué par le traitement au 2,4-D, ceci pouvant expliquer l'inhibition de la croissance des neurites.

### Intoxication aiguë
- à la suite de l'inhalation de doses élevées de 2,4-D : sensation de brûlure dans le tractus respiratoire, faiblesse, perte d'appétit et de poids, sudation, miction réduite, étourdissement, perte de coordination, hémorragie gastro-intestinale et effets sur le système nerveux. [réf. nécessaire]
- à la suite de l'exposition cutanée à des doses élevées de 2,4-D : nausée, vomissements, diarrhée, maux de tête, étourdissement, faiblesse, moindres réflexes de certains muscles, picotements ou douleurs ou sensation de brûlure aux extrémités. [réf. nécessaire]
- à la suite de l'ingestion de doses élevées de 2,4-D : même symptômes que pour l'exposition cutanée (ci-dessus) avec en plus  : sensation de brûlure de la langue et du tractus digestif, léthargie, paralysie, congestion interne, perturbation du cerveau, œdème pulmonaire, convulsions, perte de réflexe, hypotonie et éventuellement coma. [réf. nécessaire]

Le chien y est plus sensible que le chat ou la souris (élimination rénale 30 fois moindre).
Une variabilité interhumaine a aussi été constatée par plusieurs études cités par l'évaluation canadienne. [réf. nécessaire]

### Intoxication chronique
Selon les données disponibles, un effet de perturbateur endocrinien semble exister, puisque chez le rat le 2,4-D affecte d'abord les reins mais aussi la thyroïde, les testicules, les ovaires, l'utérus, les glandes surrénales, le thymus et la moelle osseuse. 
Les poumons et yeux sont aussi touchés. 
Chez le chien le poids du cerveau diminue et des lésions affectent le foie et les reins. [réf. nécessaire]

### Toxicocinétique
Le produit ingéré passe dans le sang dès l'heure qui suit avec un pic quatre heures après et les formes non-acides du produit sont hydrolysées dans l'organisme (et dans le cas où le produit a été ingéré, il est excrété sous forme acide, à 75 % en moins de 48 h chez un adulte en bonne santé). 
L'excrétion est plus lente si l'exposition était cutanée